# Constructors i Directors de la Llibertat i la Democràcia
Els Constructors i Directors de la Llibertat i la Democràcia (francès: Bâtisseurs et Gestionnaires de la Liberté et de la Démocratie) és un partit polític opositor de Benín, part de l'Aliança Estel·lar. A les últimes eleccions legislatives, 30 de març del 2003, l'Aliança Estel·lar va guanyar 3 dels 83 escons.